# Calamar (kommun i Bolívar)
Calamar är en kommun i Colombia.   Den ligger i departementet Bolívar, i den norra delen av landet, 600 km norr om huvudstaden Bogotá. Antalet invånare är 20 722. Arean är 246 kvadratkilometer.
Terrängen i Calamar är platt.